# لامپرتیتسه
لامپرتیتسه (به چکی: Lampertice) یک منطقهٔ مسکونی در جمهوری چک است که در منطقه تروتنوف واقع شده‌است.